# جیمز باریگان
جیمز باریگان (انگلیسی: James Barrigan؛ زادهٔ ۲۵ ژانویهٔ ۱۹۹۸) بازیکن فوتبال است.
از باشگاه‌هایی که در آن بازی کرده‌است می‌توان به باشگاه فوتبال ویگان اتلتیک اشاره کرد.